# Soedharmono
Soedharmono (Gresik, 12 maart 1927 - Jakarta, 25 januari 2006) was een Indonesisch militair officier en politicus. Hij was van 1988 tot 1993 de vijfde vicepresident van Indonesië.
Soedharmono maakte carrière in het Indonesisch Nationaal Leger in de jaren 40, 50 en 60. Hij werd in deze periode een vertrouweling van luitenant-generaal Soeharto, en toen die president werd raakte ook Soedharmono betrokken bij de politiek. Hij was tussen 1972 en 1988 minister/staatssecretaris in de Ontwikkelingskabinetten I, II, III en IV. In het derde Ontwikkelingskabinet was hij ook korte tijd minister van Binnenlandse Zaken.
Van 1983 tot 1988 was Soedharmono ook voorzitter van regeringspartij Golkar. De vijf jaren daarna, van 1988 tot 1993, was hij vicepresident van Indonesië onder Soeharto in diens Ontwikkelingskabinet V.
Na zijn vicepresidentschap schreef Soedharmono een autobiografie getiteld "pengalaman dalam masa pengabdian" ("ervaringen in een tijd van toewijding").